# Agnes von Hohenstaufen
Agnes von Hohenstaufen és una òpera en tres actes amb música de Gaspare Spontini i llibret en alemany d'Ernst Raupach. Es va estrenar en el Königliches Opernhaus, Berlín el 12 de juny de 1829. Raupach va categoritzar Agnes von Hohenstaufen com una òpera històric-romàntica i és una d'una sèrie d'obres alemanyes de l'època que es van ambientar en l'edat mitjana (unes altres serien Euryanthe de Weber, Tannhäuser i Lohengrin de Wagner i Genoveva de Schumann). Agnes també conté molts dels trets que caracteritzarien a la grand opéra francesa. Spontini va reformar substancialment l'obra per a una reposició en 1837.

## Personatges
| Rol                              | Tipus de veu | Elenc estrena                 |
| -------------------------------- | ------------ | ----------------------------- |
| Agnes von Hohenstaufen           | soprano      | Pauline von Schätzel          |
| Irmengard                        | soprano      | Pauline Anna Milder-Hauptmann |
| Philipp von Hohenstaufen         | tenor        | Heinrich Stürmer              |
| Heinrich Braunschweig "Palatinus | tenor        | Karl Adam Bader               |
| Philipp August                   | baríton      | Eduard Devrient               |
| Conrad von Hohenstaufen          | baix         | Julius Eberhard Busolt        |
| Kaiser Heinrich VI               | baix         | Heinrich Blume                |

## Argument
Lloc: Alemanya
Època: l'edat mitjana